# Kościół Matki Bożej Różańcowej i klasztor Dominikanów w Grodnie
Kościół Matki Bożej Różańcowej i klasztor Dominikanów w Grodnie – nieistniejący obecnie barokowy kościół wznoszący się przy ulicy Wileńskiej, głównej północnej arterii Grodna. Z kościoła zachował się jedynie fragment lewej nawy wtopiony w zabudowania budynku Gimnazjum.

## Kościół p.w. Matki Boskiej Różańcowej
Pierwszy kościół dominikanów z 1633 roku był przebudowaną murowaną kamienicą, jednak było to rozwiązanie prowizoryczne. Zastąpił go kościół, który konsekrował 30 lipca 1673 roku biskup Mikołaj Słupski.
Kolejny kościół w tym miejscu zbudowano dzięki darowiźnie mieszczanina grodzieńskiego Dominika Drogosza, który jako przeor doprowadził do budowy nowego barokowego kościoła w latach 1696–1698, jednakże wykańczanie świątyni trwało do 1708 roku. Świątynię tę zbudowano w formie klasycyzującego baroku charakterystycznego dla architektury środowiska warszawskiego przełomu XVII i XVIII wieku, co sugerować może autorstwo projektu Józefa Piola, który zaprojektował podobny do grodzieńskiego kościół Paulinów w Warszawie. W prezbiterium zastosowano formy późnogotyckie co można uznać za typowe rozwiązanie stosowane przez dominikanów podkreślających swoje średniowieczne korzenie. Konsekracji dokonał w 1726 biskup Jan Kazimierz Ancuta. W 1716 roku rodzina Hrynkiewiczów ufundowała ołtarz Matki Boskiej Różańcowej. W 1739 roku dzięki środkom wojewody bełskiego Antoniego Michała Potockiego zbudowano wysmukłe hełmy, które w 1740 roku pobito blachą. W 1784 roku w kościele umieszczono pomnik króla Stanisława Augusta Poniatowskiego.
W 1856 roku rozebrano wysokie barokowe hełmy wież, odtąd nakryte niskimi namiotowymi dachami znanymi z zachowanych widoków. Decyzją rosyjskiego gubernatora Konstantina von Kaufmana, w ramach represji po Powstaniu styczniowym kościół został zamknięty w dniu 22 października 1865 roku. Kościół został zburzony przez Rosjan w 1874 roku, zachował się jednak z niego fragment południowej nawy bocznej, którą wraz z biegnącym wzdłuż niej korytarzem i tzw. starym klasztorem przebudowano na północne skrzydło Gimnazjum. Wnętrze nawy podzielono na trzy kondygnacje, korytarz zaś nadbudowano o piętro. Obecnie na miejscu kościoła znajduje się niezabudowany placyk z popiersiem marszałka Sokołowskiego.

## Klasztor dominikanów
Klasztor Dominikanów w Grodnie powstał dzięki dokonanej w 1632 roku fundacji wojewody mścisławskiego Fryderyka Sapiehy oraz jego małżonki Krystyny z Pociejów Sapieżyny. W roku 1632 król Zygmunt III Waza potwierdził nadanie fundacji dominikanom grodzieńskim, a jego syn Władysław IV w dniu 22 maja 1633 roku osobiście uroczyście wprowadził zakonników do ich siedziby i kościoła. W 1635 roku fundacja została zaaprobowana przez Sejm. Jurydyka zakonników znajdowała się w północno-zachodniej partii miasta, między ulicą Wileńską, Plebańską, zaułkiem Trojeckim oraz Rynkiem Niemieckim. Pierwszą siedzibą Dominikanów w Grodnie była zakupiona na ich potrzeby kamienica. Od 1688 roku w klasztorze istniał nowicjat.
Pierwszym budynkiem dla zakonników był tzw. stary klasztor z 1673 roku przylegający jako aneks do prezbiterium kościoła i nadbudowany o trzecie piętro w 1696 roku. Murowany dwupiętrowy klasztor zaczęto budować w 1731 roku i ukończono w 1753 roku przeznaczając część pomieszczeń na wynajem dla posłów. Od 1748 roku w klasztorze ulokowano wyższe studium zakonne co wiązało się ze znaczącym rozrostem biblioteki liczącej w 1804 roku ponad 10 tys. tomów. W 1767 roku dobudowano do klasztoru południową część głównego korpusu klasztornego. W 1782 roku pożar strawił klasztor, co wymagało jego przebudowy. Pomiędzy 1783 a 1795 r. zgromadzenie dominikanów wzniosło „officynę murowaną dwupiętrową w ktorey umieszczały się szkoły”, ciągnący się wzdłuż zaułku Trojeckiego, idącego ku Niemieckiemu Rynku. Po upadku Powstania listopadowego w 1832 roku zakonnicy zostali poddani represjom przez zaborców rosyjskich, polegających na zsyłkach na Syberię i karach więzienia, a sam klasztor został zlikwidowany. Następnie budynek klasztorny został do 1839 roku całkowicie przebudowany na budynek Gimnazjum wznoszącego się wzdłuż obecnej ulicy Sowieckiej (dawniej Wileńskiej, potem Dominikańskiej). Budynek otrzymał klasycystyczną fasadę. Po rozbiórce kościoła dokonano kolejnych zmian, poszerzając w 1880 roku skrzydło północne o południową nawę kościoła. Po 1945 roku w budynku gimnazjum mieścił się kombinat mięsny, a w latach 60. XX wieku przebudowano go na mieszkania.

## Gimnazjum dominikańskie
Wzdłuż ulicy Dominikańskiej biegnącej w kierunku dawnego Rynku Niemieckiego zachował się budynek Gimnazjum dominikańskiego z 1783 roku, w którym mieściła się 6-klasowa szkoła powiatowa, która w 1825 roku otrzymała status gimnazjum. W latach 1834–1838 gruntowanie przebudowana. Od 1895 roku w posiadaniu miasta i do 1941 roku siedziba magistratu i policji. Obecnie jest to siedziba kilku instytucji kulturalnych. Przed frontową (południową) elewacją rozciągał się brukowany dziedziniec gospodarczy klasztoru dominikanów.

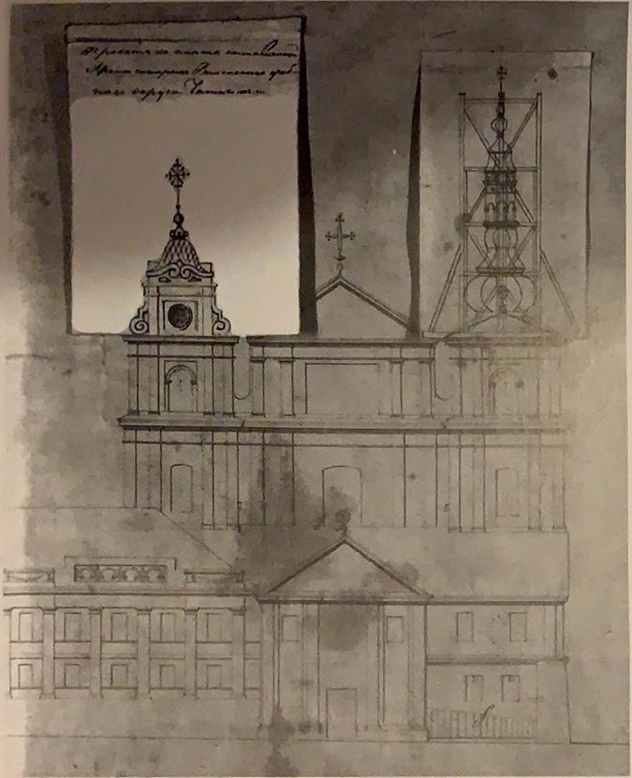
Fasada w 1856 roku z wariantowym projektem zwieńczenia wież
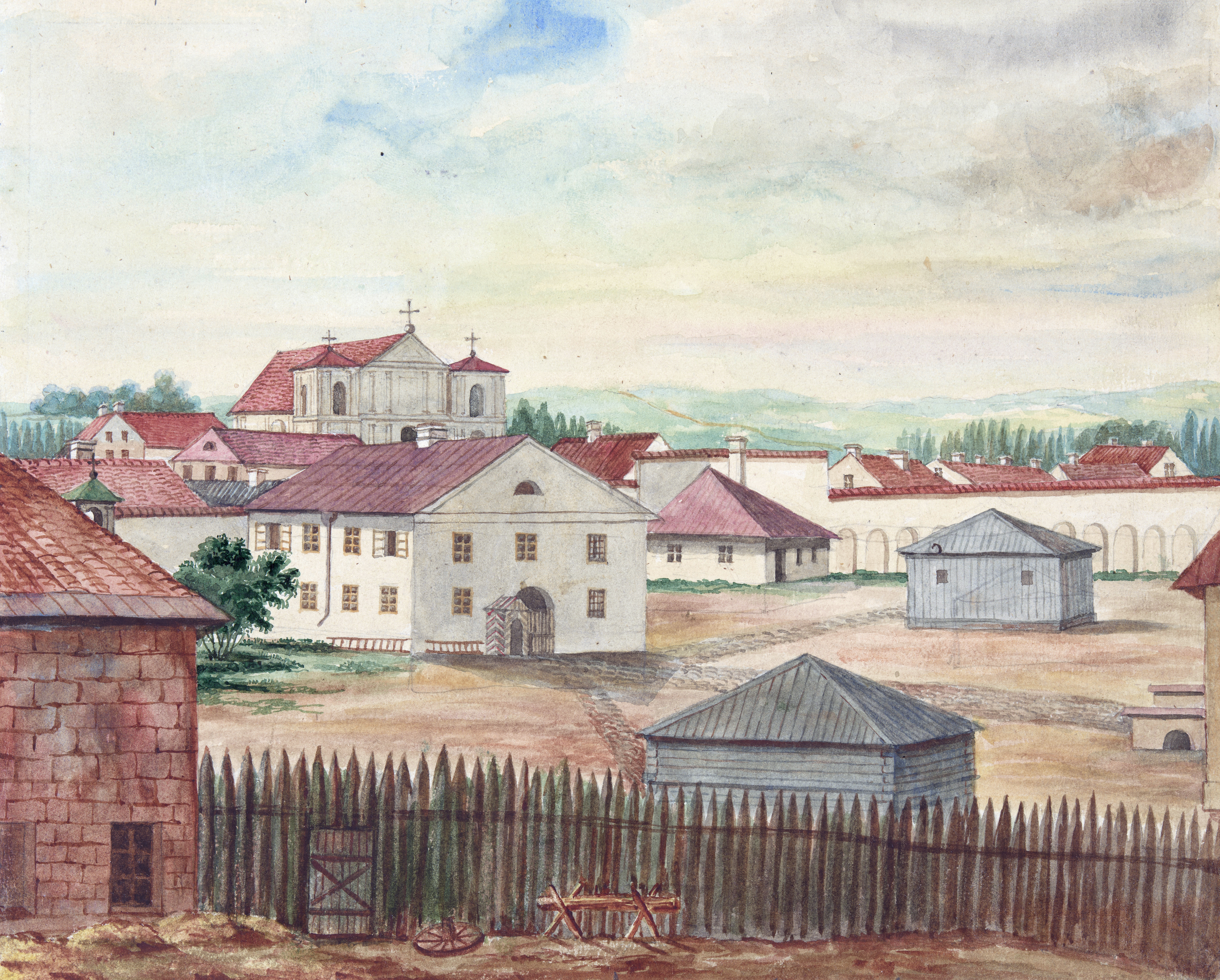
Kościół ok. 1860 roku na widoku Napoleona Ordy
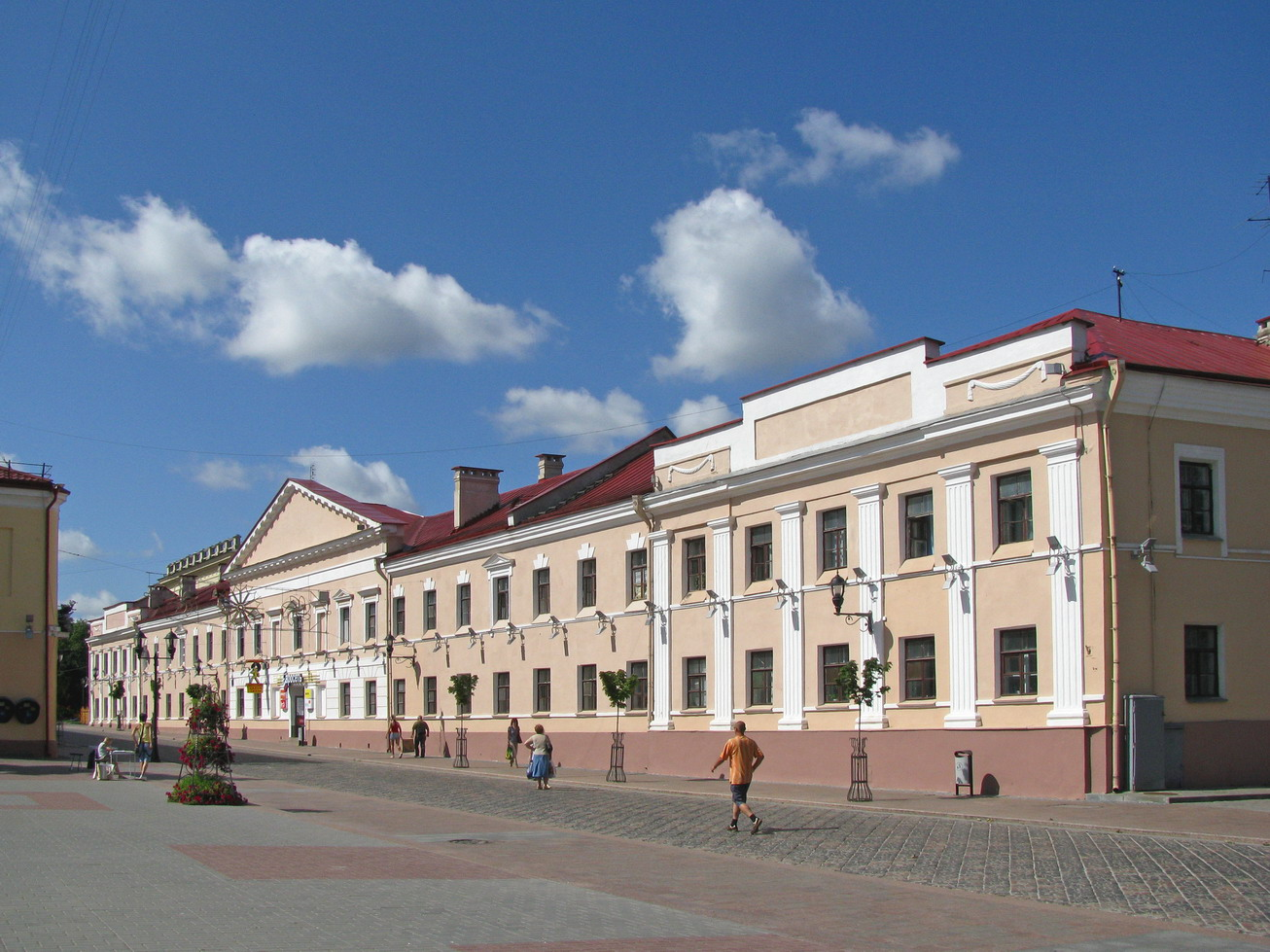
Przebudowany w 1839 roku na Gimnazjum klasztor Dominikanów
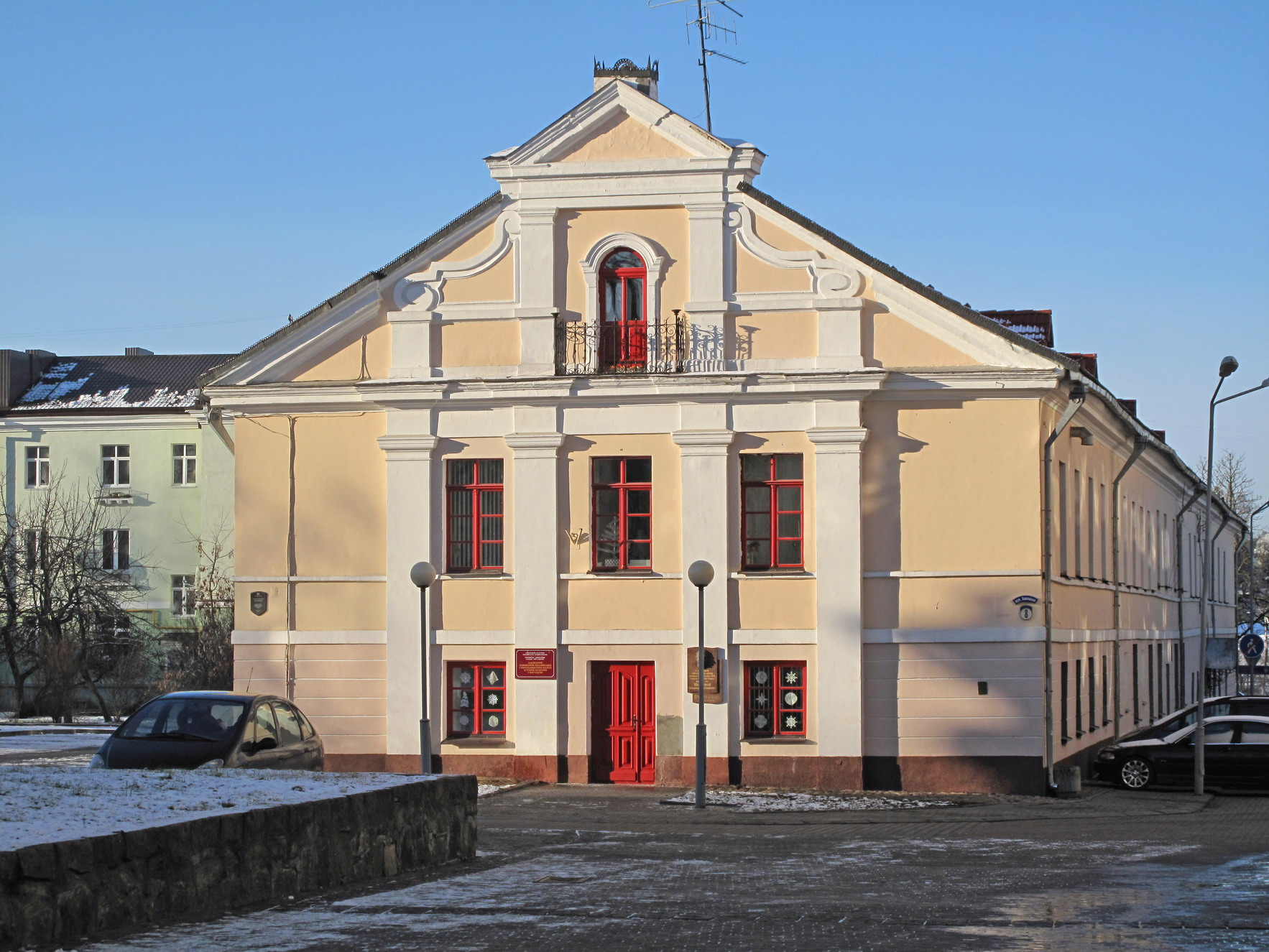
Gimnazjum dominikańskie z 1783, przebudowane w 1838 roku.